# Gaetano Di Vaio
Gaetano Di Vaio (Napoli, 27 febbraio 1968 – Giugliano in Campania, 22 maggio 2024) è stato un regista, produttore cinematografico e sceneggiatore italiano.

## Biografia
Nacque il 27 febbraio 1968 a Napoli, nel quartiere di Piscinola da famiglia povera, figlio di un custode di una scuola della periferia partenopea e, a causa delle precarie condizioni economiche familiari, venne messo in collegio dai 7 ai 14 anni, dove subì soprusi e violenze. Dopo essere uscito dal collegio entrò in contatto col mondo della tossicodipendenza e della delinquenza, senza mai affiliarsi alla camorra. Entrò dapprima in riformatorio, poi nelle comunità per minori a rischio e per tossicodipendenti, e infine nel carcere di Poggioreale dopo essere stato riconosciuto colpevole di rapina e spaccio di stupefacenti; tornò libero nel 1998. Nei sette anni di detenzione studiò, si documentò e costruì le basi per un futuro di riscatto, diventando operatore culturale. Nel 2001 entrò nella Compagnia "I ragazzi del Bronx napoletano" creata da Peppe Lanzetta; fondò poi nel 2003 l'associazione culturale Figli del Bronx, divenuta in seguito una casa di produzione cinematografica.
Nelle sue opere, descrisse il disagio sociale delle periferie degradate, il mondo della tossicodipendenza e della vita carceraria, con particolare attenzione alla lotta contro la criminalità, alle minoranze, ai migranti ed alla disoccupazione giovanile.
Nel 2013 pubblicò per i tipi di Einaudi un libro autobiografico, scritto assieme al regista, scrittore e sceneggiatore Guido Lombardi. Dal 2015 produsse costantemente film ambientati a Napoli, tra i quali Per amor vostro di Beppe Gaudino con Valeria Golino, Massimiliano Gallo, La Bas di Guido Lombardi (Leone del futuro alla Mostra del Cinema di Venezia), Napoli Napoli Napoli di Abel Ferrara (di cui fu anche coautore), Veleno con Luisa Ranieri, Massimiliano Gallo e Salvatore Esposito.
Nel 2023, insieme a Giovanni Calvino, Giovanni Parisi, Giovanna Crispino, Samantha Cito e Kimberly Olsen, produsse SottoCoperta, opera prima di Simona Cocozza, che vinse il premio Ferzetti al Bif&st del 2024 con Antonio Folletto come miglior attore protagonista.

### Morte
Il 16 maggio 2024 rimase coinvolto in un grave incidente stradale a bordo del suo scooter a Qualiano. Morì il 22 maggio, dopo una settimana di ricovero, presso l'ospedale San Giuliano di Giugliano in Campania, a causa delle gravi ferite riportate, all'età di 56 anni.

## Filmografia

### Cinema
- 4-4-2 - Il gioco più bello del mondo, di Roan Johnson, Michele Carrillo, Claudio Cupellini e Francesco Lagi (2006) - attore
- Sotto la stessa luna, di Carlo Luglio (2006) - produttore, attore
- Napoli Napoli Napoli di Abel Ferrara (2009) - soggetto, sceneggiatore, produttore
- Vomero Travel, di Guido Lombardi – cortometraggio (2009) -  produttore
- Il loro Natale (2010) - regista, produttore
- Là-bas - Educazione criminale, regia di Guido Lombardi (2011) - produttore, attore
- Radici, regia di Carlo Luglio – cortometraggio (2011) - produttore, scrittore, scrittore, sceneggiatore
- L’uomo con il megafono, regia di Michelangelo Severgnini (2012) - produttore, scrittore
- Interdizione perpetua (2012) - regista, produttore
- Take Five, regia di Guido Lombardi (2013) - attore, produttore
- Ritratti abusivi, regia di Romano Montesarchio (2013) - produttore
- Largo Baracche (2014) - regista, produttore
- La torre di Davide (2014) - regista, produttore
- Per amor vostro, regia di Beppe Gaudino (2015) - produttore
- Il ladro di giorni, regia di Guido Lombardi - produttore
- Falchi
- Il ladro di cardellini
- Tre uomini e un fantasma
- Bang Bank
- SottoCoperta, regia di Simona Cocozza - produttore
- Glory Hole, regia di Romano Montesarchio (2024) - produttore, attore
- Ciao Bambino, regia di Edgardo Pistone (2025) - produttore (postumo)

### Televisione
- Gomorra - La serie – serie TV (2014)

## Teatro
- K.O., regia di Alessandra Cutolo (2008-2009)